# کامرون پارک (کالیفرنیا)
کامرون پارک (به انگلیسی: Cameron Park) یک منطقهٔ مسکونی در ایالات متحده آمریکا است که در شهرستان ال دورادو، کالیفرنیا واقع شده‌است. کامرون پارک ۲۸٫۹۴۵ کیلومتر مربع مساحت و ۱۸٬۲۲۸ نفر جمعیت دارد و ۳۶۵ متر بالاتر از سطح دریا واقع شده‌است.